# MNK Hajduk Split
Malonogometni klub "Hajduk"  (MNK "Hajduk"; "Hajduk"; Hajduk Split) je futsal klub iz Splita, Splitsko-dalmatinska županija, Republika Hrvatska. MNK "Hajduk" se natječe u 2. HMNL.

## Uspjesi
1. ŽMNL Splitsko-dalmatinska
- prvak: 2022./23.

## Pregled plasmana po sezonama
| sezona    | rang   | liga                         | dio lige | poz.   | klubova u ligi | ut     | pob    | ner    | por    | gol+   | gol-   | bod    | doigravanje | napomena                          | izvori      |
| Hajduk    | Hajduk | Hajduk                       | Hajduk   | Hajduk | Hajduk         | Hajduk | Hajduk | Hajduk | Hajduk | Hajduk | Hajduk | Hajduk | Hajduk      | Hajduk                            | Hajduk      |
| --------- | ------ | ---------------------------- | -------- | ------ | -------------- | ------ | ------ | ------ | ------ | ------ | ------ | ------ | ----------- | --------------------------------- | ----------- |
| 2013./14. | II.    | 2. HMNL – Jug                |          | 5.     | 11 (12)        | 20     | 8      | 2      | 10     | 84     | 98     | 26     |             |                                   | [ 1 ]       |
| 2014./15. | II.    | 2. HMNL – Jug                |          | 5.     | 12             | 22     | 11     | 1      | 10     | 98     | 77     | 34     |             |                                   |             |
| 2015./16. | II.    | 2. HMNL – Jug                |          | 4.     | 12             | 21     | 11     | 4      | 6      | 102    | 73     | 37     |             |                                   |             |
| 2016./17. | II.    | 2. HMNL – Jug                |          | 5.     | 12             | 22     | 11     | 8      | 3      | 99     | 47     | 41     |             |                                   |             |
| 2017./18. | II.    | 2. HMNL – Jug                |          | 6.     | 12             | 22     | 10     | 0      | 12     | 76     | 102    | 30     |             |                                   |             |
| 2018./19. | II.    | 2. HMNL – Jug                |          | 9.     | 12             | 22     | 8      | 0      | 14     | 88     | 114    | 24     |             |                                   |             |
| 2019./20. | II.    | 2. HMNL – Jug                |          | 9.     | 12             | 18     | 7      | 0      | 11     | 83     | 110    | 21     |             | prekinuto zbog pandemije COVID-19 |             |
| 2020./21. | II.    | 2. HMNL – Jug – B            |          | 6.     | 7              | 12     | 2      | 3      | 7      | 37     | 63     | 9      | za plasman  |                                   | [ 2 ] [ 3 ] |
| 2021./22. | II.    | 2. HMNL – Jug                |          | 12.    | 12             | 22     | 4      | 3      | 15     | 90     | 131    | 15     |             |                                   |             |
| 2022./23. | III.   | 1. ŽMNL Splitsko-dalmatinska |          | 1.     | 10             | 18     | 16     | 0      | 2      | 132    | 57     | 48     |             |                                   | [ 4 ]       |

## Vanjske poveznice
- mnkhajduk.hr, wayback arhiva
- MNK Hajduk Split, Facebook stranica
- MNK Hajduk Split, Instagram stranica
- (engl.) sofascore.com, MNK Hajduk Split
- crofutsal.com, Hajduk
- hajduckiportal.hr, Futsal